# Grammatonotus
Grammatonotus es un género de peces de la familia Callanthiidae.

## Taxonomía
Grammatonotus fue propuesto por primera vez como género monotípico en 1905 por el ictiólogo estadounidense Charles Henry Gilbert, al describir la nueva especie Grammatonotus laysanus, cuya localidad tipo se encuentra cerca de la isla Laysan, la cual también designó como la especie tipo del nuevo género. Asimismo, ubicó el género en la familia Serranidae, mientras que otros investigadores lo clasificaron en Grammatidae. En 1981, Pierre Fourmanoir instituyó la familia Callanthiidae para este género y Callanthias. La quinta edición de Fishes of the World clasifica a Grammatonotus como uno de los dos géneros de la familia Callanthiidae, a la que ubica en el orden Spariformes.

## Especies
- Grammatonotus ambiortus Prokófiev, 2006
- Grammatonotus brianne W. D. Anderson, Greene y L. A. Rocha, 2016[7]
- Grammatonotus crosnieri (Fourmanoir, 1981)
- Grammatonotus lanceolatus (Kotthaus, 1976)
- Grammatonotus laysanus C. H. Gilbert, 1905
- Grammatonotus macrophthalmus Katayama, Yamamoto y Yamakawa, 1982
- Grammatonotus roseus (Günther, 1880)
- Grammatonotus surugaensis Katayama, Yamakawa y Suzuki, 1980
- Grammatonotus xanthostigma Anderson y Johnson 2017